# La notte
"La notte" é uma canção da artista musical italiana Arisa, gravada para seu terceiro álbum de estúdio Amami (2012). Escrita por Giuseppe Anastasi e produzida por Mauro Pagani, foi lançada como primeiro single do álbum em 15 de fevereiro de 2012 pela gravadora Warner Music.
A música esteve presente no septuagésimo Festival de Sanremo, terminando em segundo lugar na competição. Sua participação no festival foi anunciada em 15 de janeiro de 2012. Durante a quarta noite de evento, a música foi tocada em dueto com Mauro Ermanno Giovanardi.

## Composição
Ao contrário de trabalhos anteriores do artista, "La notte" é uma mudança de melodias e atmosferas. Ao ser questionada sobre o assunto no Festival de Sanremo, Arisa respondeu que a canção fala da dor que o eu-lírico sofre ao ter uma separação sentimental.
| “ | A dor existe e tem a sua própria dignidade. Muitas vezes temos a tendência para marginalizar o sofrimento, mas é errado. A tristeza é um sentimento genuíno como a felicidade e é certo falar sobre isso. | ” |

Falando de sua colaboração com Arisa, Mauro Pagani afirmou que gostou muito de trabalhar com ela, "(...) e 'La notte' é um excelente exemplo disso, é leve, pura, cheia de sentimentos genuínos, o desejo de se expressar e compreender".
Durante a final do Festival, em 18 de fevereiro, a canção foi declarada vice-campeã do evento.

## Vídeo musical
O vídeo musical produzido para "La notte" foi publicado no canal do YouTube da Warner Music na manhã de 15 de fevereiro de 2012. O vídeo tem direção de Gaetano Morbioli e produção de Run Multimedia.

## Faixas e formatos
Download digital
1. La notte - 3:55

## Desempenho nas paradas musicais
A canção atingiu o primeiro lugar no iTunes, permanecendo lá por cerca de cinco meses. Foi certificada platina quádrupla, conseguindo cerca de 130 mil downloads. A canção foi a quinta mais baixada na Itália, em 2012, a primeira entre as músicas em italiano.

### Tabelas semanais
| Tabela musical (2012) | Melhor posição |
| --------------------- | -------------- |
| Itália (FIMI)         | 1 (4x)         |

### Tabelas de fim-de-ano
| Tabela musical (2012) | Melhor posição |
| --------------------- | -------------- |
| Itália (FIMI)         | 5              |

## Outras versões

### Versão de Sandoval
Em 2012, "La Notte" foi reinterpretada pelo grupo mexicano Sandoval com o título "La noche". Essa versão está incluída no álbum Deja que la vida te sorprenda + (2013) e faz parte da trilha sonora da telenovela La mujer del vendaval.

### Versão de Tiê
"La notte" ganhou uma versão da artista musical brasileira Tiê para o seu terceiro álbum de estúdio, Esmeraldas (2014), intitulada "A Noite". Reescrita pela mesma, com a parceria de Adriano Cintra, André Whoong e Rita Wainer, e produzida por Cintra, a faixa foi lançada pela primeira vez em 9 de setembro de 2014, durante a pré-venda do disco servindo como primeiro single do projeto. A faixa ganhou reconhecimento nacional após ser incluída no volume um da trilha sonora da telenovela I Love Paraisópolis, da Rede Globo, como tema do casal protagonista e foi relançada em 25 de maio de 2015 como faixa promocional da trilha.